# Charles Marchetti (ingénieur)
Pour les articles homonymes, voir Charles Marchetti et Marchetti.
Charles Marchetti, né le 7 mars 1916 à Metzeresche (district de Lorraine) et mort le 23 juin 1991 à Nanterre (Hauts-de-Seine), est un ingénieur aéronautique français, créateur de l’hélicoptère Alouette II.

## Biographie
Charles Marchetti naît dans l'Alsace Lorraine occupée, 2e fils d'un père ouvrier fondeur et d'une mère couturière. Après un baccalauréat avec mention très bien à Metz, il rejoint l'École nationale supérieure de l'aéronautique (Supaéro) à Paris. Mobilisé pendant la guerre, il rejoint son école (délocalisée entre-temps à Toulouse) avec le grade de lieutenant. 
Diplômé en 1941, il rejoint la SNCASE en 1942 avant d'entrer en résistance en 1943.
À la libération, Charles Marchetti rejoint la SNCASE. En 1951, il est responsable des Ouragan de présérie, puis devient en 1953 chef du bureau d'études Hélicoptère. À ce poste, il abandonne l'étude des hélicoptères à pistons pour se consacrer aux turbines, ce qui débouche sur la création de l'Alouette.
En 1961, devenu entretemps ingénieur en chef, Charles Marchetti quitte Sud-Aviation en raison de désaccords sur l'orientation de l'entreprise. En 1964, il fonde le cabinet de conseil Charles Marchetti spécialisé dans l'étude de modèles d'hélicoptères.
Il meurt à Nanterre, Hauts-de-Seine, le 23 juin 1991. Il est inhumé au cimetière du Père-Lachaise à Paris.

## Publications
- [1946] « L’Évolution de l'industrie aéronautique dans la région de Toulouse », dans Monographies d'industries de la région toulousaine, Toulouse, Union des ingénieurs de la région de Toulouse, 1946 (BNF 33491852)
- [1990] L'Envol des "Alouette" : un atout pour la France, 1990 (ISBN 2-283-75113-6 et 978-2-283-75113-8, OCLC 841615954, lire en ligne)

## Distinctions
- Chevalier de la Légion d'honneur
- Médaille de la Résistance française
- vice-président de l'Académie de l'air et de l'espace
- Dans sa commune natale de Metzeresche, il existe une école élémentaire « Charles Marchetti »[4].